# Epístola de Policarpo aos Filipenses

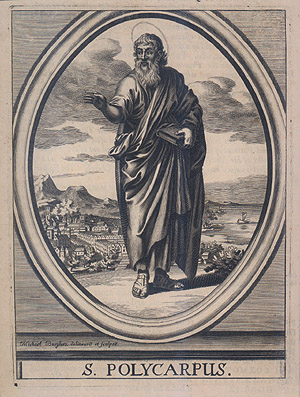
Policarpo de Esmirna.
Por Michael Burghers, circa 1685.

A Epístola de Policarpo aos Filipenses (também chamada de Aos Filipenses), foi escrita por Policarpo de Esmirna, bispo da cidade, por volta de 110-140 d.C. e endereçada à comunidade cristã da cidade de Filipos.
Ireneu de Lyon a descreve assim:
| “ | Há também uma poderosa espístola escrita por Policarpo aos Filipenses, de onde os que desejarem e estiverem ansiosos por sua salvação podem aprender o caráter de sua fé e a pregação da verdade. | ” |
|   | — Adversus Haereses (iii 3.4), Ireneu de Lyon. |   |

## História
A Epístola de Policarpo é uma resposta a um pedido vindo dos próprios filipenses, no qual eles pedem a ele que os envie algumas palavras de exortação de fé, que repasse adiante uma carta para a Igreja de Antioquia e que os envie também quaisquer epístolas de Santo Inácio que ele pudesse ter. O segundo pedido é muito relevante, pois Inácio havia pedido às igrejas de Esmirna e Filadélfia que enviassem mensageiros para congratular a Igreja da Antioquia pela restauração da paz. É de se supor, portanto, que ele tenha dado instruções similares aos filipenses quando esteve em Filipos. Este é um dos muitos pontos de harmonia perfeita entre as situações relatadas nas epístolas inacianas e na Epístola de Policarpo, o que torna quase impossível impugnar a veracidade das primeiras sem também de alguma forma manchar a reputação da última, que é uma dos textos com história melhor documentada da antiguidade. Como resultado, alguns extremistas, anti-episcopalianos do século XVII e membros da Escola de Tübingen no século XIX rejeitavam simplesmente a carta de Policarpo. Outros tentaram provar que as passagens na qual ela se harmoniza melhor com as cartas de Inácio eram interpolações posteriores.

## Conteúdo
Nesta carta, Policarpo enfatiza a fé em Cristo, e o desenvolvimento da mesma através do trabalho para Cristo na vida diária. Também faz alusão à Epístola de Paulo aos filipenses e usa citações diretas e indiretas do Antigo e Novo Testamento, atestando-os como canônicos. Na mesma carta, ele repete muitas informações recebidas dos apóstolos, especialmente de João. Por isto, ele é uma testemunha valiosa da vida e da obra da Igreja primitiva no segundo século.
Policarpo exorta os filipenses a uma vida virtuosa, às boas obras e à firmeza, mesmo ao preço de morte, se necessária, uma vez que tinham sido salvos pela fé em Cristo. As sessenta citações do Novo Testamento, das quais trinta e quatro são dos escritos de Paulo, evidenciam seu profundo conhecimento da Epístola do apóstolo aos filipenses e outras do mesmo Testamento. Ao contrário de Inácio de Antioquia, Policarpo não estava interessado em administração eclesiástica, mas antes em fortalecer a vida diária prática dos cristãos.